# Ярослав Пйотр Нікодем
Ярослав Пйотр Нікодем (пол. Jarosław Piotr Nikodem) — польський історик-медієвіст; доктор габілітований,  професор Інституту історії Університету імені Адама Міцкевича в Познані. Спеціалізується на вивченні історії політичних взаємовідносин Польщі та Литви у пізньому Середньовіччі, історіографії історії Середньовіччя, Ягеллонській династії, гуситському рухові.

## Праці
- Nikodem, J. Zbigniew Oleśnicki wobec unii polsko-litewskiej do śmierci Jagiełły // Nasza Przeszłość. — 1999. — T. 91. — S. 101—151.
- Nikodem, J. Wyniesienie Świdrygiełły na Wielkie Ksistwo Litewskie // Białoruskie Zeszyty Historyczne. — 2003. — № 19. — S. 5—32.
- Jarosław Nikodem. Polska i Litwa wobec husyckich Czech w latach 1420-1433. Studium o polityce dynastycznej Władysława Jagiełły i Witolda Kiejstutowicza. - Poznań 2005. (praca habilitacyjna)
- Nikodem J. Jadwiga. Król Polski. — Wrocław, 2009.
- Jarosław Nikodem. Witold. Wielki książę litewski (1354 lub 1355-27 października 1430). — Kraków: Wydawnictwo "Avalon", 2013. - 511 s. [Архівовано 17 квітня 2021 у Wayback Machine.]